# Polistes aurifer
Polistes aurifer är en getingart som beskrevs av Henri de Saussure 1853.
Polistes aurifer ingår i släktet pappersgetingar och familjen getingar. Inga underarter finns listade i Catalogue of Life.